# 중앙안전관리위원회
중앙안전관리위원회는 안전관리에 관한 중요정책의 심의 및 총괄․조정, 안전관리를 위한 관계 부처간의 협의․조정, 그 밖에 안전관리에 필요한 사항을 시행하기 위하여 설치된 대한민국 국무총리실 소속의 행정위원회이다. 주관부처는 안전행정부이고, 위원회 성격은 심의위원회이다.

## 설치 근거
- 재난및안전관리기본법

## 기능
- 안전관리에 관한 중요정책의 심의 및 총괄․조정
- 국가안전관리기본계획안 및 집행계획안 심의
- 중앙행정기관이 수행하는 재난 및 안전관리 업무의 협의․조정
- 국가기반시설 지정사항의 심의
- 재난사태선포 및 특별재난지역선포에 관한 건의사항의 심의와 재난사태 선포의 사후승인
- 다른 법령에 의하여 중앙위원회의 권한에 속하는 사항의 처리
- 그 밖에 위원장이 부의하는 사항의 심의

## 구성
- 위원장 : 국무총리(당연직)
- 위원 : 28명 (당연직)
  - 기획재정부장관, 교육부장관, 미래창조과학부장관, 외교부장관, 통일부장관, 법무부장관, 국방부장관, 행정안전부장관(간사), 문화체육관광부장관, 농림축산식품부장관, 산업통상자원부장관, 보건복지부장관, 환경부장관, 고용노동부장관, 여성가족부장관, 국토교통부장관, 해양수산부장관 , 국가정보원장, 방송통신위원회위원장, 국무조정실장, 식품의약품안전처장, 금융위원회위원장 및 원자력안전위원회위원장, 경찰청장, 국가유산청장, 산림청장 및 기상청장 소방청장 해양경찰청장 질병관리청장

## 운영
- 본회의
- 분과 회의
  - 풍수해(안행)
  - 교통안전(국토)
  - 시설물재난(국토)
  - 화재․폭발사고(행안)
  - 전기․유류․가스사고(산자
  - 환경오염사고(환경)
  - 방사능사고(원안위)
  - 국가기반체계보호 대책위원회(안행)